# 社會性懈怠
社會性懈怠（英語：Social loafing）或稱社会干扰、社会致弱、社会懈怠和社會賦閒，是一个社会心理学术语，指群体一起完成一件工作时，每个成员所付出的努力会少于单独完成工作时的總和的现象。
法国農業工程學者马克斯·瑞格曼（Maximilien Ringelmann）做了一个拔河比赛的实验说明了该现象，实验要求实验者分别在单独和群体的情境下拔河，同时用仪器来测量他们的拉力。结果发现被试人数与拉力成反比，也就是随着被试人数的增加，每个被试平均使出的力减少了。

## 成因
社會惰化的主要解釋是由於因為人們認為他們的貢獻不會被評核或重視，所以當群體一起工作時，失去積極性。
根據元分析研究（Karau & Williams, 1993）結果顯示社會惰化是一個普遍的現象，但是當群體成員覺得工作或群體本身重要時，就不會發生這個現象。當有人覺得自己在群體或團隊中未得到充份賞識時，就出現這個現象。

## 减少社会惰化的途径
1. 合理控制团队成员，团队不宜过大，大团队应该再分成若干个小团队。
2. 公布团队每个成员的业绩，同时根据团队成员的贡献、业绩进行评价。
3. 帮助团队成员认识到其他成员的工作业绩，使他们了解不仅自己是努力工作的，他人也是努力工作的。
4. 团队合理分工，权责分明。